# Почётный гражданин Луганска
Почётный гражданин Луганска — звание присуждаемое за активное участие в общественно-политической жизни города Луганска.
Звание учреждено в 1965 году.
Решение о присуждении звания принимается на сессии Луганского городского совета. По состоянию на 2006 год звания было удостоено 77 человек.
Начиная с 2008 года звание «Почётный гражданин Луганска» автоматически присваивается луганчанам-чемпионам Олимпийских игр.
Почётным гражданам Луганска официально выделяются места на закрытом городском кладбище «Острая могила».

## Список почётных граждан Луганска
Курсивом выделены расхождения со списком на сайте городского совета
1. Андрияненко, Вера Ивановна[1]
2. Беляев, Владимир Иванович[6]
3. Береговой, Георгий Тимофеевич[7]
4. Брызгин, Виктор Аркадьевич[8]
5. Брызгина, Ольга Аркадьевна[2]
6. Бубка, Сергей Назарович[9]
7. Голубенко, Александр Леонидович[2]
8. Гончаренко, Николай Гаврилович
9. Гончаров, Валентин Николаевич[10]
10. Дегтярёв, Николай Васильевич[11]
11. Дидоренко, Эдуард Алексеевич[2]
12. Довнар, Геннадий Станиславович[12]
13. Дорошенко, Александр Владимирович[13]
14. Ененко, Геннадий Федорович[12]
15. Киселевич, Кирилл Викторович[6]
16. Коробчинский, Игорь Алексеевич[2]
17. Котляр Олег Иванович[2]
18. Крупко, Степан Иванович[14]
19. Кучеренко, Олег Николаевич
20. Лащонов, Федор Серафимович[8]
21. Лесничевский, Аркадий Алексеевич[2]
22. Ляхов, Иван Андреевич[2]
23. Малов, Вячеслав Анатольевич[6]
24. Малько, Иван Сергеевич[15]
25. Матусовский, Михаил Львович[2][16]
26. Минаев, Иван Григорьевич[14]
27. Мисютин, Григорий Анатольевич[2]
28. Наден, Зинаида Гавриловна[14]
29. Новохатко, Энгельс Иванович[17]
30. Онищенко, Алексей Иванович[13]
31. Пантюхин, Владимир Александрович[2]
32. Пахмутова, Александра Николаевна[2]
33. Петров, Георгий Семенович[2][12][18]
34. Пирогов, Семен Иванович[6]
35. Резников, Михаил Николаевич[19]
36. Северов, Евгений Александрович[20]
37. Силантьев, Юрий Васильевич[2]
38. Скорик, Зинаида Кузьминична[2]
39. Смирнов, Владимир Викторович[2]
40. Старостина, Римма Федоровна[6]
41. Сухов, Игорь Николаевич[2]
42. Сытник, Константин Меркурьевич[2]
43. Федорец, Владимир Андреевич[21]
44. Чуканов, Анатолий Алексеевич[8]
45. Чумак, Евгений Федорович[22]
46. Шевченко, Владимир Васильевич[2][23]
47. Шелковый, Пётр Иванович[12]
48. Шемякин, Анатолий Петрович[24]
49. Шмидт, Бурт[25]
50. Якубович, Джульетта Антоновна[26]
51. Гуляев, Михаил[8]

## Публикации
- Это наша история: Почётные граждане Луганска / Сост. Г. С. Довнар. — Луганск: Світлиця, 2003. — 347 с.